# Fabryka Lalek i Zabawek Drewnianych Adama Szrajera
Fabryka Lalek i Zabawek Drewnianych Adama Szrajera (później Fabryka Celuloidowych Zabawek w Kaliszu) – fabryka lalek działająca w Kaliszu, przy ul. Niecałej, funkcjonująca pod różnymi nazwami i z różnymi właścicielami od 1884 do 1965 roku.

## Historia
Początki fabryki sięgają 1884 roku. Jej założycielem był Jakub Fingerhut (1850-1915), kaliski przedsiębiorca. W tamtym czasie przedsiębiorstwo nosiło jego imię. W latach 90. XIX wieku w fabryce został zatrudniony Adam Szrajer, który w późniejszym czasie ożenił się z córką Fingerhuta Bertą, a w 1901 został dyrektorem fabryki. To właśnie z jego osobą był związany okres najbardziej dynamicznego rozwoju przedsiębiorstwa. Szrajer i Fingerhut produkowali razem lalki sygnowane literami SZ i FI, od ich nazwisk. Były one sprzedawane na terenie Imperium Rosyjskiego, w którym wówczas znajdował się Kalisz. W 1910 roku w fabryce pracowało 200 osób, a wartość produkcji wynosiła 200 tysięcy rubli (równowartość 5,25 miliona dolarów w 2025 roku). Po przejęciu firmy rozbudował ją i unowocześnił. Fabrykę przebudowano w 1933 roku, według projektu kaliskiego architekta Alberta Nestrypke (1887-1977). Szrajer wprowadził do swojego przedsiębiorstwa nowatorską na polskim rynku produkcję lalek z celuloidu. Jedną z najbardziej znanych lalek produkowanych w kaliskiej fabryce była tzw. shirlejka. Była ona inspirowana Shirley Temple. Stosowną umowę, która pozwalała przedsiębiorstwu produkować lalkę nawiązującą do amerykańskiej gwiazdy, podpisano w 1934 roku. Przez całe dwudziestolecie międzywojenne lalki z Kalisza były eksportowane do wielu krajów świata. Ich jakość doceniono w 1929 roku podczas Powszechnej Wystawy Krajowej (PeWuKa), gdzie firma otrzymała złoty medal.
Adam Szrajer zmarł nagle w 1934 roku, na dworcu w Katowicach, podróżując do syna przebywającego na leczeniu w Wiedniu. Przyczyną zgonu był prawdopodobnie zawał serca. Po jego śmierci fabryka przeszła w ręce jego synów: Leona, Henryka i Mieczysława. Ostatni z nich w kwietniu 1939 roku reprezentował firmę na Wystawie Światowej w Nowym Jorku, po czym pozostał w USA, gdzie pracował w zarządzie Ideal Toy Company. W 1940 roku ściągnął do siebie matkę oraz brata Henryka, który później założył w Stanach Zjednoczonych własną fabrykę zabawek. Nigdy już nie wrócili do Polski, zmarli w Nowym Jorku, Mieczysław w 1954, Berta w 1959, a Henryk w 1981 roku. W Polsce pozostał Leon, który walczył w powstaniu warszawskim. Poległ 9 sierpnia zabity przez snajpera w rejonie Ogrodu Krasińskich.
Ze względu na działania wojenne produkcja w fabryce została przerwana we wrześniu 1939 roku. W czasie okupacji fabrykę włączono do Presswerk Kalisch – Plate et Voerster, a przejął ją Niemiec Theodor Reinke. W marcu 1940 roku ponownie rozpoczęto produkcję lalek (sygnatura TR) na potrzeby Niemców. Po wojnie, na podstawie orzeczenia nr 24 ministra przemysłu lekkiego z dnia 25 listopada 1949 roku, majątek Presswerk Kalisch – Plate et Voerster został upaństwowiony. Produkcję lalek przejęły Kaliskie Zakłady Przemysłu Terenowego i kontynuowały ją do 1965 roku, kiedy zaprzestano ich produkcji z powodu łatwopalności celuloidu.
Dużą kolekcję lalek wyprodukowanych w fabryce posiada Muzeum im. G.J. Osiakowskich w Kaliszu.